# Plagithmysus longicollis
Plagithmysus longicollis là một loài bọ cánh cứng trong họ Cerambycidae.